# Eucereon mara
Eucereon mara är en fjärilsart som beskrevs av William James Kaye 1914. Eucereon mara ingår i släktet Eucereon och familjen björnspinnare. Inga underarter finns listade i Catalogue of Life.